# Dearborn Heights
Dearborn Heights – miasto w Stanach Zjednoczonych, w stanie Michigan, w hrabstwie Wayne.